# Браун, Гарри Джон
Гарри Джон Браун (англ. Harry John Brown; 6 июня 1924, Чикаго — 30 августа 2000, Фредония, штат Нью-Йорк) — американский дирижёр.
Учился в Истменовской школе музыки и Рочестерском университете, в 1948 году получил магистерскую степень в Чикагском университете.
В 1949—1954 гг. возглавлял Симфонический оркестр Четырёх городов. Во второй половине 1950-х гг. работал с Манхэттенским концертным оркестром из Нью-Йорка и как дирижёр студийных оркестров для нескольких популярных телерадио шоу — в частности, программ Идабеллы Файрстоун, Стива Аллена и Артура Годфри. С 1959 г. в Милуоки, 30 января в присутствии 6300 слушателей дирижировал Milwaukee Pops Orchestra с солистом Ваном Клиберном. На волне успеха руководством оркестра было принято решение о его преобразовании в Симфонический оркестр Милуоки, первым музыкальным руководителем которого и стал в 1960—1968 гг. Браун; в годы его руководства началась стабилизация коллектива, первые оркестранты на полной ставке появились в сезоне 1961—1962 гг. С 1969 г. и до выхода на пенсию в 1991 г. преподавал в Университете штата Нью-Йорк во Фредонии, руководил студенческим оркестром.
С Лондонским филармоническим оркестром записал виолончельные концерты Камиля Сен-Санса и Яниса Медыньша (солист Ингус Нарунс).